# Colom imperial negre
El colom imperial negre (Ducula melanochroa) és una espècie d'ocell de la família dels colúmbids (Columbidae) que habita els boscos de l'Arxipèlag Bismarck.